# Équipe cycliste féminine OU7
Cet article concerne l'équipe féminine. Pour l'équipe masculine, voir Équipe cycliste masculine OU7.
L'équipe cycliste féminine OU7 (OU7 Women Cycling Team en anglais) est une équipe cycliste féminine ouzbèke active depuis 2022. 

## Histoire
L'équipe est lancée en 2022 avec le soutien du gouvernement ouzbek avec une licence d'équipe féminine UCI. Elle porte le nom de Tachkent, la capitale du pays et est composée exclusivement de coureuses ouzbèkes autour de la leader Olga Zabelinskaïa, qui rejoint l'équipe en 2023. L'objectif principal de l'équipe est de gagner des points au classement mondial géré par l'Union cycliste internationale (UCI) pour participer aux Jeux olympiques d'été de 2024 à Paris. L'objectif a été atteint avec deux places dans la course en ligne et une place sur le contre-la-montre.

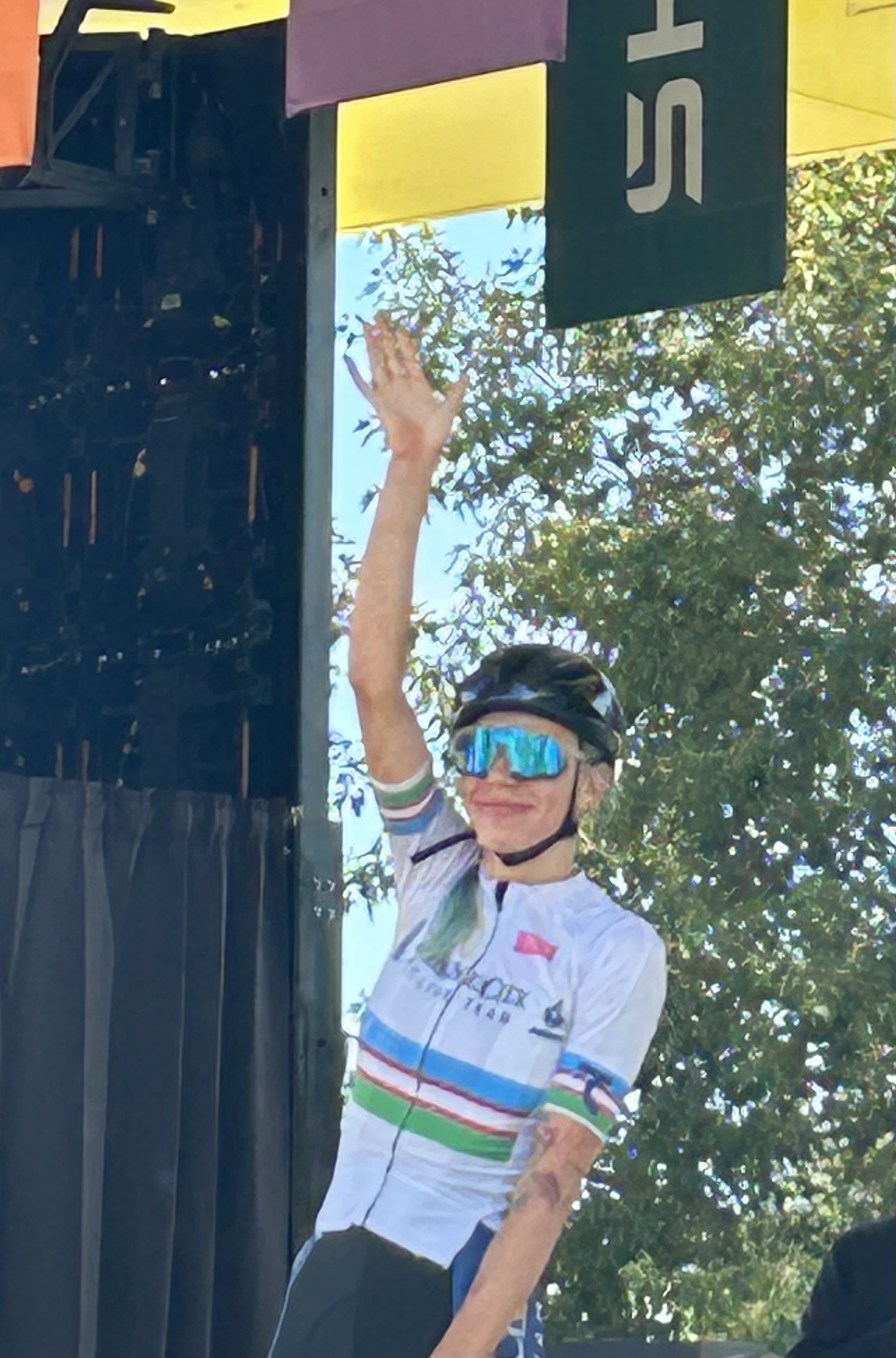
Yanina Kuskova au départ de la 6e étape du Tour de France Femmes 2024

Grâce notamment à sa domination lors des championnats nationaux 2023, auxquels une seule cycliste d'une autre équipe est au départ, l'équipe a accumulé tellement de points au classement mondial lors de la saison 2023 qu'elle s'est classé deuxième meilleure équipe continentale. Avec ce classement, elle est automatiquement qualifiée pour toutes les épreuves de l'UCI World Tour féminin 2024, ce qui a créé des controverses. En raison de ressources financières limitées, l'équipe n'a participé qu'à une sélection de courses WorldTour, dont le Tour d'Italie féminin et le Tour de France Femmes. Après qu'une seule de ses coureuses ait atteint la ligne d'arrivée du Tour d'Italie, l'équipe fait la une des journaux lors du Tour de France. Quatre coureuses de l'équipe sont éliminés dès la première étape car elles n'ont pas réussi à suivre le peloton sur le plat. Après l'élimination de deux autres coureuses, seule Yanina Kuskova a terminé le Tour de France, comme ce fut le cas sur le Tour d'Italie,. En septembre de la même année, Kuskova annonce la disparition de l'équipe.
Cependant, pour la saison 2025, l'équipe est finalement réinscrite par l'UCI sous un nouveau nom : OU7 Women Cycling Team. L'ancienne cycliste allemande Petra Rossner devient membre de la direction sportive de l'équipe.

## Classements UCI
Ce tableau présente les places de l'équipe au classement de l'Union cycliste internationale en fin de saison, ainsi que la meilleure cycliste au classement individuel de chaque saison.
| Classement UCI | Classement UCI         | Classement UCI                              | Classement UCI |
| Année          | Classement par équipes | Meilleure coureuse au classement individuel |                |
| -------------- | ---------------------- | ------------------------------------------- | -------------- |
| 2022           | 21e                    | Yanina Kuskova (106e)                       |                |
| 2023           | 19e                    | Olga Zabelinskaïa (54e)                     |                |
| 2024           | 26e                    | Yanina Kuskova (110e)                       |                |
|                |                        |                                             |                |
| Source : UCI   |                        |                                             |                |

L'équipe est également classée sur l'UCI World Tour féminin.
| UCI World Tour | UCI World Tour         | UCI World Tour                              | UCI World Tour |
| Année          | Classement par équipes | Meilleure coureuse au classement individuel |                |
| -------------- | ---------------------- | ------------------------------------------- | -------------- |
| 2023           | 25e                    | Olga Zabelinskaïa (116e)                    |                |
| 2024           | -                      | Yanina Kuskova (212e)                       |                |
|                |                        |                                             |                |
| Source : UCI   |                        |                                             |                |

## Tashkent City Women Professional Cycling Team en 2024

### Effectif
| Effectif 2024            | Effectif 2024     | Effectif 2024 | Effectif 2024                               |
| Cycliste                 | Date de naissance | Pays          | Équipe précédente                           |
| ------------------------ | ----------------- | ------------- | ------------------------------------------- |
| Mohinabonu Elmurodova    | 27 septembre 2005 | Ouzbekistan   |                                             |
| Evgeniya Golotina        | 18 octobre 2002   | Ouzbekistan   |                                             |
| Madina Kakhkhorova       | 9 juin 2002       | Ouzbekistan   |                                             |
| Sofiya Karimova          | 17 février 2004   | Ouzbekistan   |                                             |
| Ekaterina Knebeleva      | 13 décembre 1996  | Ouzbekistan   | Cogeas-Mettler-Look Pro Cycling Team (2019) |
| Nafosat Kozieva          | 31 juillet 1998   | Ouzbekistan   |                                             |
| Anna Kuskova             | 3 janvier 2004    | Ouzbekistan   |                                             |
| Yanina Kuskova           | 11 décembre 2001  | Ouzbekistan   |                                             |
| Margarita Misyurina      | 16 avril 2003     | Ouzbekistan   |                                             |
| Asal Rizaeva             | 21 février 2005   | Ouzbekistan   |                                             |
| Sevinch Yuldasheva       | 4 avril 2005      | Ouzbekistan   |                                             |
| Olga Zabelinskaïa        | 10 mai 1980       | Ouzbekistan   | Roland Cogeas-Edelweiss Squad (2022)        |
| Kseniya Li               | 22 juin 2005      | Ouzbekistan   |                                             |
| Anastasya Safonova       | 11 décembre 2004  | Ouzbekistan   |                                             |
|                          |                   |               |                                             |
| Source : ProCyclingStats |                   |               |                                             |

### Victoires
| Victoires | Victoires                                     | Victoires   | Victoires | Victoires           | Victoires |
| Date      | Course                                        | Pays        | Classe    | Vainqueur           |           |
| --------- | --------------------------------------------- | ----------- | --------- | ------------------- | --------- |
| 25 juin   | Championnat d'Ouzbékistan du contre-la-montre | Ouzbekistan | CN        | Margarita Misyurina |           |
| 28 juin   | Championnat d'Ouzbékistan sur route           | Ouzbekistan | CN        | Yanina Kuskova      |           |